# Stazione di Rabat-Agdal
La stazione di Rabat-Agdal (in arabo محطة الرباط أكدال‎?) è situata nel quartiere Agdal di Rabat, in Marocco. È la seconda stazione della capitale, insieme a quella di Rabat-Ville.